# Cyworld
Cyworld (싸이월드) ist ein soziales Netzwerk von SK Communications. Das „Cy“ in Cyworld steht sowohl für „Cyber“ als auch für 사이 sai ‚Beziehung‘.
Auf Cyworld verfügt jeder Nutzer über ein miniHome (auch minihompy), auf der eine kleine Webseite erstellt werden kann. Die Seite kann mit Figuren, Musik etc. dekoriert werden.

## Geschichte
Cyworld wurde 1999 gestartet und 2003 von SK Communications übernommen. Das soziale Netzwerk wurde schnell populär in Südkorea und erreichte bis zu 33 Millionen Nutzer.
2006 startete Cyworld sowohl eine amerikanische als auch eine deutsche Version des Dienstes. Die deutsche Webseite wurde in einem Joint Venture mit T-Online gestartet. 2008 wurde die Seite aufgrund der geringen Nutzung geschlossen. 2010 zog sich Cyworld auch aus den USA zurück.
2011 startete Cyworld eine globale Version des Dienstes in sieben verschiedenen Sprachen. Allerdings seien die Besucherzahlen bisher enttäuschend. Im August 2011 überholte Facebook Cyworld in Bezug auf die Besucherzahlen.
Im Januar 2014 gab Cyword bekannt, dass die globale Version am 10. Februar 2014 eingestellt wird.